# Gale Bishop
Robert Gale Bishop (Bellingham, 4 giugno 1922 – Bellingham, 26 dicembre 2003) è stato un cestista e allenatore di pallacanestro statunitense, professionista nella BAA.